# Liste der Kulturdenkmäler in Liederbach (Alsfeld)
Die folgende Liste enthält die in der Denkmaltopographie ausgewiesenen Kulturdenkmäler auf dem Gebiet des Ortsteils Liederbach der  Stadt Alsfeld, Vogelsbergkreis, Hessen.
Hinweis: Die Reihenfolge der Denkmäler in dieser Liste orientiert sich an der Anschrift, alternativ ist sie auch nach der Bezeichnung, der vom Landesamt für Denkmalpflege vergebenen Nummer oder der Bauzeit sortierbar.
Kulturdenkmäler werden fortlaufend im Denkmalverzeichnis des Landes Hessen durch das Landesamt für Denkmalpflege Hessen auf Basis des Hessischen Denkmalschutzgesetzes (HDSchG) geführt. Die Schutzwürdigkeit eines Kulturdenkmals hängt nicht von der Eintragung in das Denkmalverzeichnis des Landes Hessen oder der Veröffentlichung in der Denkmaltopographie ab.

| Bild             | Bezeichnung      | Lage                                            | Beschreibung | Bauzeit                                              | Objekt-Nr. |
| ---------------- | ---------------- | ----------------------------------------------- | --- | ---------------------------------------------------- | ---------- |
| Bild gesucht BW  | Mühle            | Am Oberhof 3 LageFlur: 1, Flurstück: 79         | Abseits der historischen Ortslage befindliche Mühle, die in einem Einhaus untergebracht ist. Rechts ist der Wohnbereich angesiedelt, darauf folgt eine Scheune mit hoher Toreinfahrt. Das 1834 datierte Gebäude erhebt sich zweigeschossig über einem riegelartig angelegten Grundriss in einem konstruktiven Fachwerkgefüge aus einfach verriegelten Stockwerkstreben. | 1834                                                 | 12537 DDB  |
| Ehemalige Schule | Ehemalige Schule | An der alten Schule 2 LageFlur: 1, Flurstück: 6 | In der Sichtachse der Durchgangsstraße erhebt sich die ehemalige Schule des Ortes, die zu den ältesten des Typus im Kreisgebiet gehört. Die regelmäßige Fachwerkkonfiguration des Gebäudes besteht aus einem Gefüge, das sich aus Mannfiguren mit Hals- und Brustriegeln an den Eck- und Bundständern zusammenfügt.                                                     | 1775                                                 | 12536 DDB  |
| Fachwerkwohnhaus | Fachwerkwohnhaus | An der alten Schule 4 LageFlur: 1, Flurstück: 4 | Im Bereich einer innerörtlichen Parzelle, die von kleinformatigen Fachwerkhäusern des frühen 19. Jahrhunderts besetzt wird, erhebt sich ein Gebäude, das über eine regelmäßig gerasterte Fachwerkstruktur verfügt. | Beginn 19. Jahrhundert                               | 12538 DDB  |
| Fachwerkwohnhaus | Hofanlage        | Merschroder Straße 9 LageFlur: 1, Flurstück: 23 | In der Blickachse der Merschroder Straße befindliches Fachwerkwohnhaus aus der Mitte des 16. Jahrhunderts. Die frühe Datierung rechtfertigt die Ständerkonstruktion, in der das Haus abgezimmert wurde. | Mitte 16. Jahrhundert                                | 13337 DDB  |
| Fachwerkwohnhaus | Fachwerkwohnhaus | Merschroder Straße 15 LageFlur: 1, Flurstück: 5 | Kleinformatiges Fachwerkwohnhaus aus dem Jahr 1805, direkt der Schule angeschlossen. Der Zimmermeister wird in der Bauinschrift genannt: Johann Casper Heusner. Das über einer hohen Sockelzone zweigeschossig aufsteigende Fachwerkgefüge zeigt einen konstruktiven Zuschnitt.                                                                                         | 1805                                                 | 12540 DDB  |
| Pfarrkirche      | Pfarrkirche      | Oberrod LageFlur: 8, Flurstück: 13/1            | Zwischen Liederbach und Romrod befindet sich an der ehemaligen Dorfstelle Oberrod einsam in einem Wiesental gelegen eine kleine Pfarrkirche, die aufgrund ihrer Lage zu den beeindruckendsten Baudenkmälern der Stadt gehört. Der ungewöhnliche t-förmige Grundriss zeugt von einem gotischen Ursprungsbau, dem der massive Strebepfeiler an der Südseite angehört.     | vermutet 15. Jahrhundert (Taufstein aus dieser Zeit) | 12535 DDB  |